# SM UB-44
SM UB-44 – niemiecki jednokadłubowy okręt podwodny typu UB II zbudowany w stoczni AG Weser (Werk 246) w Bremie w roku 1916. Zwodowany 20 kwietnia, wszedł do służby w Kaiserliche Marine 11 maja 1916 roku. Podczas służby, SM UB-44 odbył 2 patrole, w czasie których zatopił jeden statek.

## Budowa
Okręt SM UB-44 był dwudziestym czwartym z typu UB II, który był następcą typu UB I. Był średnim jednokadłubowym okrętem przeznaczonym do działań przybrzeżnych, o prostej konstrukcji, długości 36,13 metra, wyporności w zanurzeniu 263 ton, zasięgu 6940 Mm przy prędkości 5 węzłów na powierzchni oraz 45 Mm przy prędkości 4 węzłów w zanurzeniu. W typie II poprawiono i zmodernizowano wiele rozwiązań, które były uważane za wadliwe w typie I. Zwiększono moc silników, pojedynczy wał zastąpiono dwoma.

## Służba
11 maja 1916 roku (w dniu przyjęcia okrętu do służby) dowódcą jednostki został mianowany porucznik marynarki (niem. Oberleutnant zur See) Franz Wäger, który wcześniej skutecznie dowodził okrętami SM UB-1, SM UC-7 i SM UB-18. Okręt odbył dwa patrole po Morzu Śródziemnym. W czasie pierwszego na pozycji 34°38′N 26°58′E/34,633333 26,966667 storpedował i zatopił brytyjski parowiec „Moeris” o pojemności 3409 BRT. „Moeris” został zbudowany 1902 roku, w stoczni R. Thompson & Sons w Sunderland. Statek, który płynął z Glasgow do Aleksandrii z ładunkiem drobnicowym, zatonął około 46 mil na południowy wschód od przylądka Sidero na Krecie.
SM UB-44 zaginął w czasie rejsu na Morze Czarne. Po wypłynięciu z Kotoru miał dotrzeć na półwysep Gallipoli w celu zaokrętowania pilota, który miał go przeprowadzić przez Dardanele. Okręt nigdy tam nie dotarł. Uważa się, że zaginął około 4 sierpnia 1916 roku, a wraz z nim cała załoga, której symboliczny grób znajduje się na cmentarzu wojennym w Heikendorf.